# Waldemar Rupp
Waldemar Rupp (Campos Novos, 10 de fevereiro de 1915 – Campos Novos, 17 de julho de 1988) foi um advogado e político brasileiro.

## Vida
Filho de Leônidas Rupp e de Firmina Antunes Rupp, neto paterno de Henrique Rupp.

## Carreira
Filiou-se, em 1930, à Aliança Liberal.
Foi deputado à Assembleia Legislativa de Santa Catarina na 1ª legislatura (1947 — 1951).
Foi deputado à Câmara dos Deputados na 39ª legislatura (1951 — 1955) e na 40ª legislatura (1955 — 1959), eleito pela União Democrática Nacional (UDN).